# 스티븐 와인버그

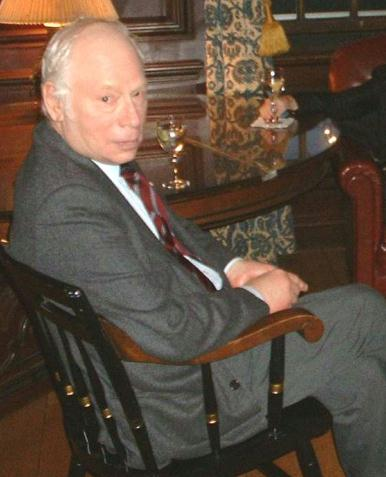
스티븐 와인버그

스티븐 와인버그(영어: Steven Weinberg, 1933년 5월 3일 ~ 2021년 7월 23일)는 미국의 물리학자이다. 뉴욕 맨해튼의 브롱스 과학고등학교(Bronx High School of Science)를 졸업하였으며, 1979년 노벨 물리학상 공동수상자인 셸던 글래쇼와 고교 동기이다. 1950년 코넬 대학교에 입학하여 1954년 졸업했다. 이어 프린스턴 대학교에서 1957년 박사 학위를 받았다. 그는 1979년 압두스 살람과 셸던 글래쇼와 함께, 입자물리학 표준 모형의 바탕을 이루는 전자기력과 약한 상호작용을 통합하는 이론(글래쇼 살람 와인버그 (GWS) 이론)으로 노벨 물리학상을 받았다.

## 학력
- 1946년~1950년: 브롱크스 과학고등학교 (졸업)
- 1950년~1954년: 코넬 대학교 (학사)
- 1954년~1957년: 프린스턴 대학교 (박사)

## 저서
- 스티븐 와인버그 저. 이종필 역. 《최종 이론의 꿈》. 사이언스북스. 2007년. ISBN 9788983712080